# Melissa Joan Hart
Melissa Joan Hart (Smithtown, 18 de abril de 1976) é uma atriz, escritora e diretora norte-americana, mais conhecida por sua atuação em duas séries de sucesso durante a década de 1990, Clarissa Sabe Tudo e Sabrina, Aprendiz de Feiticeira. Também estrelou a sitcom Melissa and Joey e a série da Netflix, No Good Nick.
No cinema ela estrelou os filmes Drive Me Crazy (1999), Nine Dead (2009) e God's Not Dead 2 (2016).

## Biografia
Hart nasceu em Smithtown, Nova York, a primeira filha de Paula Hart, produtora e gerente de talentos, e William Hart, carpinteiro, fornecedor de marisco, incubador de ostras e empresário. Seu avô materno, Stanley John Voje, era um veterano da Marinha.
Os pais de Hart tiveram outros quatro filhos depois de Melissa: Trisha, Elizabeth, Brian e Emily. Seus pais se divorciaram no início da década de 1990. Em 1994, sua mãe se casou com o executivo de televisão Leslie Gilliams. Hart tem três meias-irmãs: Alexandra, Samantha e Mackenzie.

## Carreira

### 1985–1994: Inicio eClarissa Explains It All
A carreira de Hart começou aos 4 anos de idade, quando ela fez um comercial de um brinquedo para banheira. A partir de então, ela apareceu regularmente em comerciais, fazendo 25 deles antes dos cinco anos de idade. Em 1986, fez sua estreia como atriz no telefilme "Christmas Snow". Em 1989, começou a participar de algumas produções da Broadway.
Em 1991, Melissa conseguiu o papel principal na série da Nickelodeon "Clarissa Sabe Tudo", uma comédia sobre uma garota adolescente em situações cotidianas,  O programa fez dela uma celebridade familiar entre os adolescentes e trouxe-lhe quatro nomeações consecutivas ao Young Artist Awards, dos quais ganhou três. Seu papel na série também a levou a estrelar o jogo de vídeo game "FMV Nickelodeon's Director's Lab", como uma guia turística que leva o jogador ao redor de um estúdio de cinema. Hart também gravou dois álbuns como Clarissa, "This is What 'Na Na' Means", e uma gravação de "Peter and the Wolf". Ambos, não receberam muita atenção dos críticos e do público. Em 1993, Hart apareceu na série da Nickelodeon "Are You Afraid of the Dark?", no episódio da 2ª temporada chamado "The Tale of the Frozen Ghost".
Em 1995, um ano após o fim de "Clarissa Sabe Tudo", Hart filmou um episódio piloto de uma série spin-off, trazendo Clarissa na fase de faculdade, e sua incursão no mundo profissional como uma estagiária num jornal. O piloto não foi aprovado pela Nick.

### 1996–2003:Sabrina, the Teenage Witch
Após o término de seu contrato com a Nickelodeon, Hart frequentou a Universidade de Nova Iorque. No entanto, ela desistiu em 1996, depois de ganhar o papel principal no telefilme "Sabrina the Teenage Witch", baseado na série de quadrinhos de mesmo nome da Archie Comics. O sucesso do filme deu origem a série de mesmo nome, que estreou em 27 de setembro de 1996, no canal ABC, e durou sete temporadas. O programa ainda rendeu uma série animada intitulada Sabrina: The Animated Series, que começou a ser exibido durante a 4ª temporada da série. Hart dublou as duas tias, Hilda e Zelda, e a voz de Sabrina foi dublada por sua irmã Emily Hart.
Em 1998, Hart começou a trabalhar em um filme intitulado "Next to You", ao lado do ator Adrian Grenier. A produção do filme escolheu a versão remix da faixa "(You Drive Me) Crazy" da cantora Britney Spears, para promover o filme. Para capitalizar o sucesso da música, o nome do filme foi mudado para "Drive Me Crazy". Hart e Grenier apareceram no videoclipe da música. Na mesma época, Spears fez uma participação como ela mesma em Sabrina, no episódio "No Place Like Home" da quarta temporada.
Em 1999, Hart fez sua estreia na direção em um episódio de So Weird do Disney Channel chamado "Snapshot", estrelado por sua irmã Emily. Também dirigiu um episódio da série Taina da Nickelodeon em 2001, além de dirigir seis episódios de Sabrina.

### 2004–2009: Pós-Sabrina
Depois que Sabrina chegou ao fim em 2003, Melissa deu um tempo na carreira, em 19 de julho de 2003, Hart se casou com o músico Mark Wilkerson, e os preparativos da cerimônia, que aconteceu em Florença, Itália, foram documentados em uma minissérie de televisão intitulada "Tying the Knot", produzida pela produtora de Hart, Hartbreak Films, e exibida na ABC Family. Em 2007, Hart estrelou um episódio de Law & Order: Special Victims Unit intitulado "Impulsive" como uma professora acusada de estupro  No final de 2007, estrelou o telefilme de natal da ABC Family "Holiday in Handcuffs", ao lado de Mario Lopez. O filme estreou em 9 de dezembro, e conseguiu a maior audiência da história da emissora, com 6,7 milhões de telespectadores.
Em 2009, Hart estrelou outro filme de sucesso da ABC Family, My Fake Fiancé, com o ator Joey Lawrence. No mesmo ano, ela competiu na nona temporada do Dancing with the Stars, mas foi eliminada da competição na sexta semana. Em maio de 2009, Hart abriu uma loja de doces chamada "SweetHarts" em Sherman Oaks, Califórnia. Hart comentou que era seu "sonho de infância" possuir uma loja de doces. SweetHarts fechou em dezembro de 2011, devido a uma ação judicial movida por um ex-funcionário alegando demissão injusta e discriminação racial, bem como outras questões. Hart negou todas as reivindicações do funcionário e o caso foi encerrado em 2012.

### 2010–2017:Melissa & Joey,Livroe God's Not Dead 2
A química na tela entre Hart e Lawrence no filme "My Fake Fiancé", levaram a ABC Family a encomendar uma sitcom estrelada pela dupla. a série "Melissa e Joey" estreou em agosto de 2010. Hart interpreta uma mulher que contrata Lawrence como babá para ajudar a cuidar dos filhos de sua irmã encarcerada. A série foi concluída em agosto de 2015, após 4 temporadas e 104 episódios.
Ainda em 2010, Hart se juntou ao elenco de "Love, Loss, and What I Wore", uma produção off-Broadway, por uma temporada de quatro semanas que começou em março de 2010 e terminou em 25 de abril de 2010.
Em 2013, Hart lançou um livro autobiográfico intitulado "Melissa Explains It All: Tales from My Abnormally Normal Life", onde ela escreveu sobre crescer em Hollywood, seus anos de adolescência e seus esforços para equilibrar uma carreira como adulta com a maternidade e a vida familiar.
Em 2016, Hart estrelou como a protagonista, Grace Wesley, no filme God's Not Dead 2.

### 2018–presente:NoGood Nicke Outros Projetos
Em 2018, Hart foi escalada como Liz na série de comédia da Netflix, No Good Nick. Estrelada também pelo ator Sean Astin, a série estreou em 15 de abril de 2019.  Em setembro de 2019, foi anunciado que a série foi cancelada após uma temporada. No mesmo ano, ela dirigiu um episódio de The Goldbergs, "Hail Barry", e um episódio de Young Sheldon "Cowboy Aerobics and 473 Grease-Free Bolts". Hart retornou à Nickelodeon, se juntando ao elenco de dublagem da animação The Casagrandes, dando voz a Becca Chang.
Em 2022, dirigiu dois episódios do revival de iCarly, e começou a apresentar um podcast intitulado "What Women Binge", estrelado por ela e sua amiga Amanda Lee. Em 2023, Hart competiu na nona temporada de The Masked Singer como "Lamp". No mesmo ano, ela estrelou o filme da Lifetime, Would You Kill for Me? The Mary Bailey Story, como a avó de Mary Bailey, Ella.
Em 2024, Hart estrelou o filme The Bad Guardian, da Lifetime, que foi baseado em diferentes relatos de abuso de idosos. Em 2025, Hart estrelou o filme da Lifetime Killing the Competition. É inspirado em eventos reais, com Hart interpretando uma mãe chamada Elizabeth Fenwick que planeja sequestrar a dançarina principal e sua mãe quando sua filha é cortada do time de dança da escola.

## Vida Pessoal
Em 19 de julho de 2003, Hart se casou com o músico Mark Wilkerson. Hart e Wilkerson têm três filhos, Mason (nascido em janeiro de 2006), Braydon (nascido em março de 2008) e Tucker (nascido em setembro de 2012). Ela e sua família são presbiterianos. Em uma entrevista, ela afirmou que eles vão à igreja todos os domingos e oram todas as noites e antes de cada refeição.
Hart estava perto da Escola Covenant em Nashville quando um tiroteio em massa ocorreu lá em março de 2023. Ela ajudou a escoltar algumas das crianças em fuga para um local seguro.

## Filmografia

### Filmes
| Ano  | Título                                       | Papel                         | Obs.                                |
| ---- | -------------------------------------------- | ----------------------------- | ----------------------------------- |
| 1986 | Christmas Snow                               | Amy                           | Feito para a televisão (NBC)        |
| 1995 | Family Reunion: A Relative Nightmare         | Samantha                      | Feito para a televisão (Showtime)   |
| 1996 | Sabrina, the Teenage Witch                   | Sabrina Sawyer                | Feito para a televisão (ABC)        |
| 1996 | Twisted Desire                               | Jennifer Stanton              | Feito para a televisão (NBC)        |
| 1997 | The Right Connections                        | Melanie Cambridge             | Feito para a televisão (Showtime)   |
| 1997 | Two Came Back                                | Susan Clarkson                | Feito para a televisão (ABC)        |
| 1998 | Silencing Mary                               | Mary Stuartson                | Feito para a televisão (NBC)        |
| 1998 | Can't Hardly Wait                            | Vicki, Yearbook Girl          | Sem crédito                         |
| 1998 | Sabrina Goes to Rome                         | Sabrina Spellman/Sophie       | Feito para a televisão (ABC)        |
| 1999 | Drive Me Crazy                               | Nicole Maris                  |                                     |
| 1999 | Sabrina, Down Under                          | Sabrina Spellman              | Feito para a televisão (ABC)        |
| 2000 | Santa Mouse and the Ratdeer                  | Molly                         | Voz                                 |
| 2000 | The Specials                                 | Sunlight Grrrll               |                                     |
| 2000 | Batman Beyond: Return of the Joker           | Dee-Dee/Delia e Deidre Dennis | Voz                                 |
| 2001 | Backflash                                    | C.J.                          | Direto para DVD                     |
| 2001 | Recess: School's Out                         | Becky Detweiller              | Voz                                 |
| 2001 | Not Another Teen Movie                       | Slow Clapper's Instructor     | Sem crédito (aparição especial)     |
| 2002 | Rent Control                                 | Holly Washburn                |                                     |
| 2006 | Dirtbags                                     | Kate                          | Feito para a televisão              |
| 2006 | Jesus, Mary and Joey                         | Jackie                        |                                     |
| 2007 | Holiday in Handcuffs                         | Trudie Chandler               | Feito para a televisão (ABC Family) |
| 2008 | Satin                                        | Lauren Wells                  |                                     |
| 2008 | Whispers and Lies                            | Jill Roperson                 |                                     |
| 2009 | Nine Dead                                    | Kelley Murphy                 |                                     |
| 2009 | My Fake Fiancé                               | Jennifer                      | Feito para a televisão (ABC Family) |
| 2010 | Holiday in Handcuffs 2                       | Trudie Chandler               | Feito para a televisão (ABC Family) |
| 2011 | Satin                                        | Lauren Wells                  |                                     |
| 2014 | Santa Con                                    | Rose DeMarco                  |                                     |
| 2016 | God's Not Dead 2                             | Grace Wesley                  |                                     |
| 2016 | Broadcasting Christmas                       | Emily Morgan                  | Feito para a televisão              |
| 2017 | A Very Merry Toy Store                       | Connie Forester               |                                     |
| 2018 | A Very Nutty Christmas                       | Kate Holliday                 |                                     |
| 2019 | Christmas Reservations                       | Holly Anderson                | Feito para a televisão (Lifetime)   |
| 2020 | Dear Christmas                               | Natalie                       |                                     |
| 2021 | Mistletoe in Montana                         | Merry                         | Feito para a televisão (Lifetime)   |
| 2022 | Jodi Arias: Dirty Little Secret              | Joanna                        | Feito para a televisão (Lifetime)   |
| 2023 | Would You Kill for Me: The Mary Bailey Story | Ella                          | Feito para a televisão (Lifetime)   |
| 2024 | The Bad Guardian                             | Leigh Delgado                 | Feito para a televisão (Lifetime)   |
| 2025 | Killing the Competition                      | Elizabeth Fenwick             | Feito para a televisão (Lifetime)   |

### Televisão
| Ano       | Título                             | Papel                           | Obs.                                                       |
| --------- | ---------------------------------- | ------------------------------- | ---------------------------------------------------------- |
| 1991-94   | Clarissa Explains It All           | Clarissa Darling                | Papel principal                                            |
| 1993      | Are You Afraid of the Dark?        | Daphne                          | Episódio: "The Tale of the Frozen Ghost"                   |
| 1995      | Clarissa                           | Clarissa Darling                | Papel principal, Piloto não aprovado                       |
| 1995      | Touched by an Angel                | Claire Latham                   | Episódio: "Angels on the Air"                              |
| 1996-2003 | Sabrina, the Teenage Witch         | Sabrina Spellman                | Papel principal; 163 episódios                             |
| 1997      | Boy Meets World                    | Sabrina Spellman                | Episódio: "The Witches of Pennbrook"                       |
| 1997      | Clueless                           | Sabrina Spellman                | Episódio: "Mr. Wright"                                     |
| 1997      | Teen Angel                         | Sabrina Spellman                | Episódio: "One Dog Night"                                  |
| 1998      | Superman: The Animated Series      | Saturn Girl                     | Voz; episódio: "New Kids in Town"                          |
| 1997-98   | Moesha                             | Haley Dillard                   | Papel Recorrente                                           |
| 1999      | That '70s Show                     | Mary                            | Episódio: "Eric Gets Suspended"                            |
| 1999-2000 | Sabrina: The Animated Series       | Hilda e Zelda Spellman          | Voz                                                        |
| 2000      | Batman Beyond: Return of the Joker | Delia & Deidre Dennis / Dee Dee | Voz                                                        |
| 2000      | Just Shoot Me!                     | Krissy                          | Episódio: "Fast Times at Finchmont High"                   |
| 2005      | Robot Chicken                      | Emily the Spy, Hilda e Sabrina  | 2 episódios                                                |
| 2006      | Justice League Unlimited           | Delia & Deidre Dennis / Dee Dee | Voz                                                        |
| 2007      | Law & Order SVU                    | Sara (professora)               | 9° Temporada, episódio 3 "Impulsive"                       |
| 2009      | Dancing with the Stars             | Ela mesma                       | Competidora                                                |
| 2010-15   | Melissa and Joey                   | Melissa (Mel) Burk              | Papel Principal; 104 episódios; Também Produtora Executiva |
| 2015      | The Mysteries of Laura             | K.C. Moss                       | Episódio: "The Mystery of the Deceased Documentarian"      |
| 2016      | Celebrity Family Feud              | Ela mesma                       | Episódio: "Melissa Joan Hart vs. Paul Sorvino"             |
| 2017-18   | Pickle and Peanut                  | Ela mesma                       | Voz, 2 episódios                                           |
| 2019      | No Good Nick                       | Elizabeth "Liz" Thompson        | Papel principal                                            |
| 2019      | The Loud House                     | Becca Chang                     | Voz, 3 episódios                                           |
| 2019      | The Goldbergs                      | Elaine                          | 1 episódio                                                 |
| 2019-22   | The Casagrandes                    | Becca Chang                     | Voz, Papel recorrente                                      |
| 2021      | Hell's Kitchen                     | Ela mesma                       | Episódio: "More Than a Sticky Situation"                   |
| 2021      | Celebrity Wheel of Fortune         | Ela mesma                       | Episódio: "Melissa, Tituss Burgess and Lacey Chabert"      |
| 2023      | The Masked Singer                  | Lamp                            | Concorrente da 9ª temporada                                |